# Schistura baluchiorum
Schistura baluchiorum és una espècie de peix de la família dels balitòrids i de l'ordre dels cipriniformes.
Fa 4,5 cm de llargària màxima.
És un peix d'aigua dolça, bentopelàgic i de clima tropical, el qual viu a Àsia (l'Iran, l'Afganistan, el Pakistan i l'Índia).
És inofensiu per als humans.